# 3 Nuts in Search of a Bolt
3 Nuts in Search of a Bolt é um filme de comédia de 1964, estrelado por Mamie Van Doren e Tommy Noonan, quê também diretor e co-escreveu do filme.

## Elenco
- Mamie Van Doren como Saxie Symbol
- Tommy Noonan como ele mesmo
- Ziva Rodann como Dra. Myrna Von
- Paul Gilbert como Joe Lynch
- John Cronin como Bruce Bernard
- Howard Koch como Dr. Otis Salverson